# Fabio Aru
Fabio Aru (San Gavino Monreale, 3 luglio 1990) è un ex ciclista su strada italiano.
Professionista dal 2012 al 2021, soprannominato il Cavaliere dei Quattro Mori, in carriera ha vinto la Vuelta a España 2015, una tappa al Tour de France, tre tappe al Giro d'Italia e due alla Vuelta a España e il titolo nazionale nel 2017, oltre a due podi al Giro d'Italia. È il primo sardo (e quarto italiano assoluto dopo Felice Gimondi, Francesco Moser e Vincenzo Nibali) ad aver indossato la maglia rosa del Giro d'Italia, la maglia gialla del Tour de France e la maglia rossa della Vuelta a España.

## Carriera

### Gli esordi e le stagioni da Under-23
Originario di Villacidro, ma nato a San Gavino Monreale, per via della presenza del principale ospedale del Medio Campidano, all'età di quindici anni abbandona gli altri sport per dedicarsi al ciclismo. Nel biennio 2007-2008 gareggia tra gli Juniores con il team G.S. Sardegna Ozierese Carrera di Ozieri. In questa categoria si mette in evidenza sia nella mountain bike, specialità in cui è riserva ai campionati del mondo in Val di Sole, che nel ciclocross, partecipando ai campionati nazionali, mondiali ed europei sempre nella categoria juniores, senza però ottenere piazzamenti di rilievo. Nel 2008 vince anche il campionato sardo juniores su strada e partecipa al Giro della Lunigiana, importante gara di categoria.
Dilettante Under-23 dal 2009 nelle file del team bergamasco Palazzago-Elledent-Rad Logistica guidato dal direttore sportivo Olivano Locatelli, nel 2010 è quinto al Giro del Belvedere, secondo al Trofeo Gianfranco Bianchin e quarto nella classifica generale del Giro della Valle d'Aosta. Nel 2011 ottiene i primi successi: la Bassano-Monte Grappa, la classifica finale del Giro delle Valli Cuneesi e quella del Giro della Valle d'Aosta, gara del calendario europeo. Consegue inoltre piazzamenti al Girobio (il Giro d'Italia per Under-23), in cui chiude quarto, e ai campionati italiani di Canicattini Bagni, dov'è secondo nella gara in linea Under-23 vinta da Matteo Trentin. A fine anno firma un contratto con il team kazako Astana, valido a partire dal 1º agosto 2012.
Nel 2012 si impone nella Toscana-Terra di ciclismo, gara a tappe valida per la Coppa delle Nazioni U23, bissando poi il successo al Giro della Valle d'Aosta grazie anche a un successo di tappa. In stagione è anche quarto al Gran Premio Palio del Recioto, secondo al Girobio, alle spalle di Joseph Dombrowski, piazzandosi secondo nelle frazioni con arrivo al Monte Terminillo e al Passo di Gavia, e quinto nella prova in linea Under-23 del campionato italiano di Roncegno Terme.

### 2012-2013: il debutto nel professionismo
Aru fa il suo debutto da professionista con la maglia dell'Astana il 20 agosto 2012 nella USA Pro Cycling Challenge, in Colorado, ottenendo un secondo posto nella sesta tappa dietro a Rory Sutherland; in settembre partecipa quindi alle classiche italiane d'autunno, tra cui il Giro di Lombardia.
Nella primavera del 2013 conclude quarto al Giro del Trentino, vinto dal suo capitano Vincenzo Nibali, e si aggiudica la classifica dei giovani della corsa; poche settimane dopo partecipa quindi per la prima volta al Giro d'Italia, in qualità di gregario di Nibali. In quella "Corsa rosa" veste per quattro tappe la maglia bianca di miglior giovane contribuendo al successo finale del suo capitano; riesce inoltre a centrare il quinto posto nella penultima tappa, la più dura e selettiva, vinta proprio da Nibali in mezzo a una bufera di neve, sul traguardo delle Tre Cime di Lavaredo, riprendendo e staccando nel finale esperti atleti quali Michele Scarponi e Cadel Evans. In agosto è infine settimo alla Tre Valli Varesine.

### 2014: il terzo posto al Giro e la prima partecipazione alla Vuelta

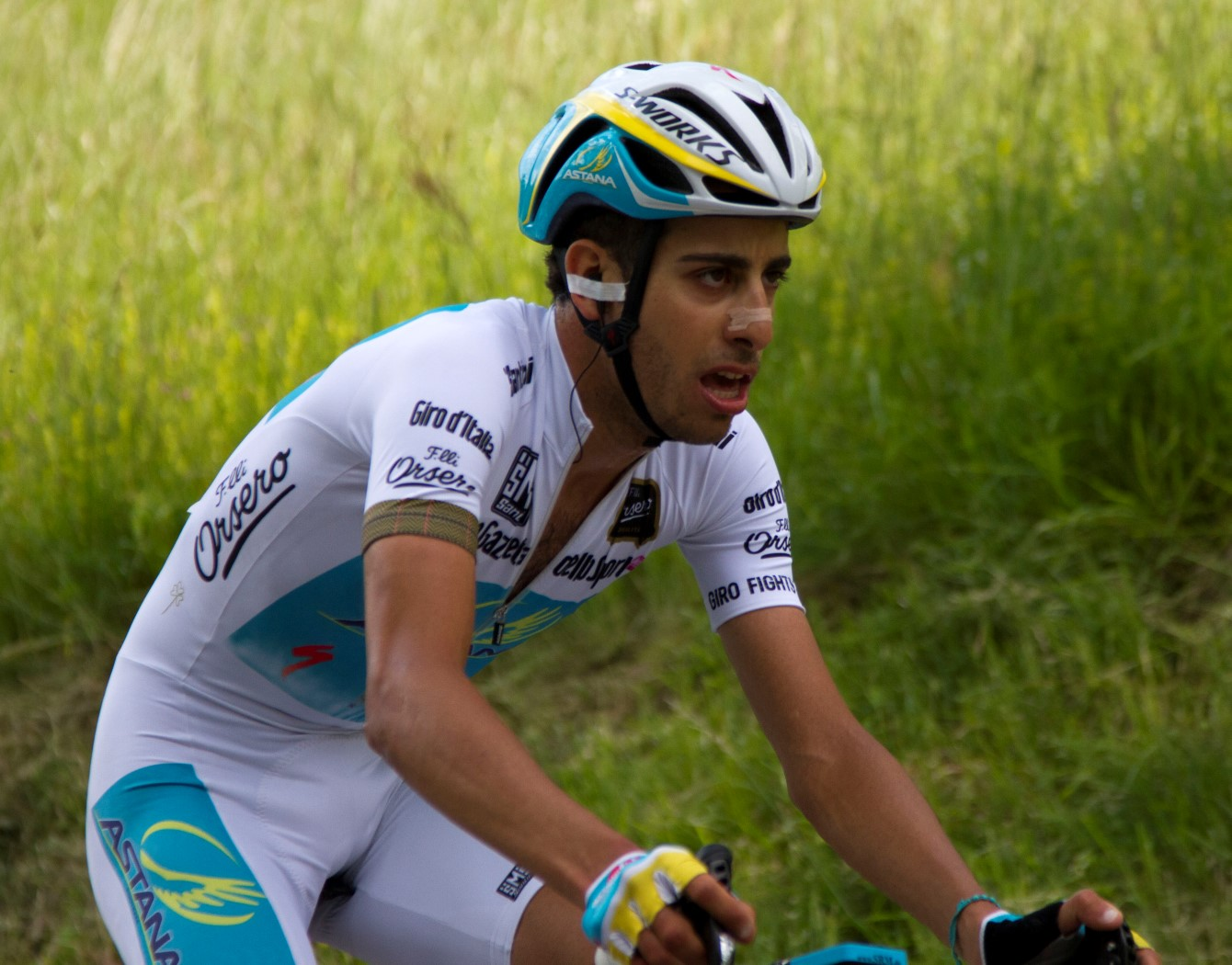
Fabio Aru al Giro d'Italia 2014.

Nel 2014, dopo il settimo posto al Giro del Trentino, partecipa ancora al Giro d'Italia, questa volta in appoggio a Michele Scarponi. Tuttavia, vista la non buona condizione del suo capitano, che al termine dell'ottava tappa perde 10' dai migliori, Aru si ritrova ad essere il nuovo capitano. Il 25 maggio vince la sua prima tappa al Giro, la quindicesima con arrivo a Montecampione, salendo al quarto posto della graduatoria generale; cinque giorni dopo, nella terzultima tappa, la cronoscalata del Monte Grappa, si piazza secondo dietro alla maglia rosa Nairo Quintana e si porta in terza posizione in classifica. Alla conclusione del Giro, a Trieste, riesce a confermare la terza piazza, ottenendo così il suo primo podio in un grande Giro.
Dopo il Giro corre il Tour de Pologne, e il 23 agosto si presenta al via della Vuelta a España. Nella corsa spagnola riesce a vincere due tappe, l'undicesima, con arrivo al Santuario de San Miguel de Aralar, e la diciottesima, con arrivo sul Monte Castrove a Meis. Conclude la corsa a tappe spagnola quinto, a 4'48" dal vincitore Alberto Contador. Dopo la Vuelta corre il suo primo campionato del mondo Elite a Ponferrada, concludendolo, la Milano-Torino, classificandosi quarto, e il Giro di Lombardia, concluso al nono posto.

### 2015: il secondo posto al Giro d'Italia e la vittoria alla Vuelta

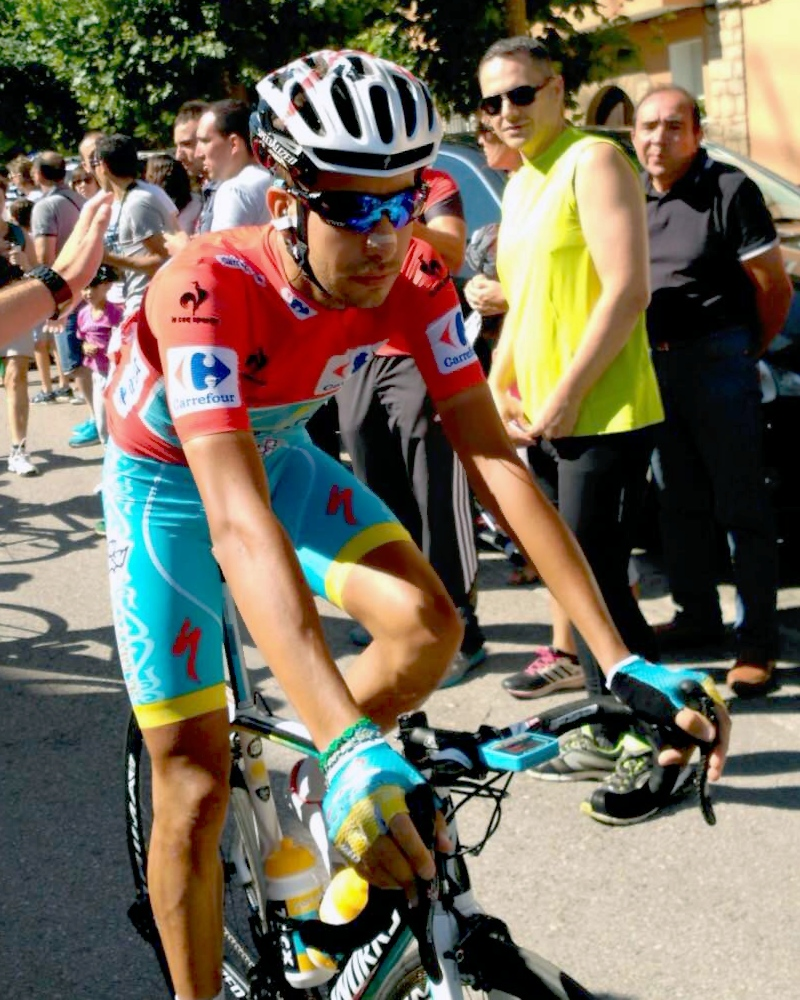
Fabio Aru in maglia rossa alla Vuelta a España 2015.

Inizia la stagione 2015 alla Parigi-Nizza, e partecipa poi alla Volta Ciclista a Catalunya, ottenendo il sesto posto finale. Il 9 maggio prende quindi il via del Giro d'Italia come capitano dell'Astana.. Dopo essersi issato al secondo posto della generale dopo la quinta tappa sull'Abetone e aver mantenuto il piazzamento per altre sette frazioni, indossa per la prima volta la maglia rosa dopo la dodicesima tappa, a Lido di Jesolo, complice una caduta che vede coinvolto il leader di classifica Alberto Contador. Dopo aver ceduto la maglia a Contador già il giorno seguente, al termine della cronometro da Treviso a Valdobbiadene, attraversa alcune difficoltà nella sedicesima tappa, la Pinzolo-Aprica, cedendo la piazza d'onore in classifica al compagno Mikel Landa; tre giorni dopo vince però la diciannovesima frazione, a Cervinia, riconquistando il secondo posto della generale perso ad Aprica, e l'indomani è ancora vincitore in solitaria a Sestriere. Conclude così secondo nella generale del Giro, a 1'53" da Contador, e vince anche la classifica giovani della corsa.
Dopo il quinto posto al Tour de Pologne, partecipa alla Vuelta a España, rivestendo il ruolo di co-capitano dell'Astana insieme a Vincenzo Nibali. Nella seconda tappa, a causa della squalifica di Nibali, diventa il capitano unico del suo team; giunge quindi quarto nella nona tappa, con arrivo in salita a Benitachell, a pochi secondi da Chris Froome e Joaquim Rodríguez, due dei favoriti per la vittoria finale. Nell'undicesima tappa, da Andorra la Vella a Cortals d'Encamp, si classifica secondo dietro al compagno di squadra Landa, e indossa la maglia di leader della classifica generale. Il giorno successivo Froome è costretto al ritiro per una frattura ad un piede; durante la sedicesima tappa, con arrivo in salita a Quirós, Aru perde però la maglia rossa per 1" in favore di Rodríguez. Nella tappa successiva, la cronometro di Burgos vinta da Tom Dumoulin, giunge decimo mantenendo la seconda posizione in classifica, a 3" dallo stesso Dumoulin, nuovo leader. Riconquista definitivamente il simbolo del primato tre giorni dopo, nella tappa con arrivo a Cercedilla, staccando di 3'52" Dumoulin e aggiudicandosi così la corsa spagnola. Conclude la stagione con il terzo posto alla Milano-Torino, il secondo al Tour of Almaty e il secondo nella classifica finale dell'Abu Dhabi Tour.
Grazie alla vittoria nella Vuelta e ai successi di tappa al Giro, riceve il Collare d'oro al merito sportivo, la massima onorificenza del CONI, che si aggiunge alla medaglia di bronzo al valore atletico ottenuta nel 2011 con il secondo posto nel campionato italiano Under 23. A fine stagione Fabio Aru si piazza al numero 3 della classifica mondiale UCI.

### 2016: l'esordio al Tour de France e alle Olimpiadi

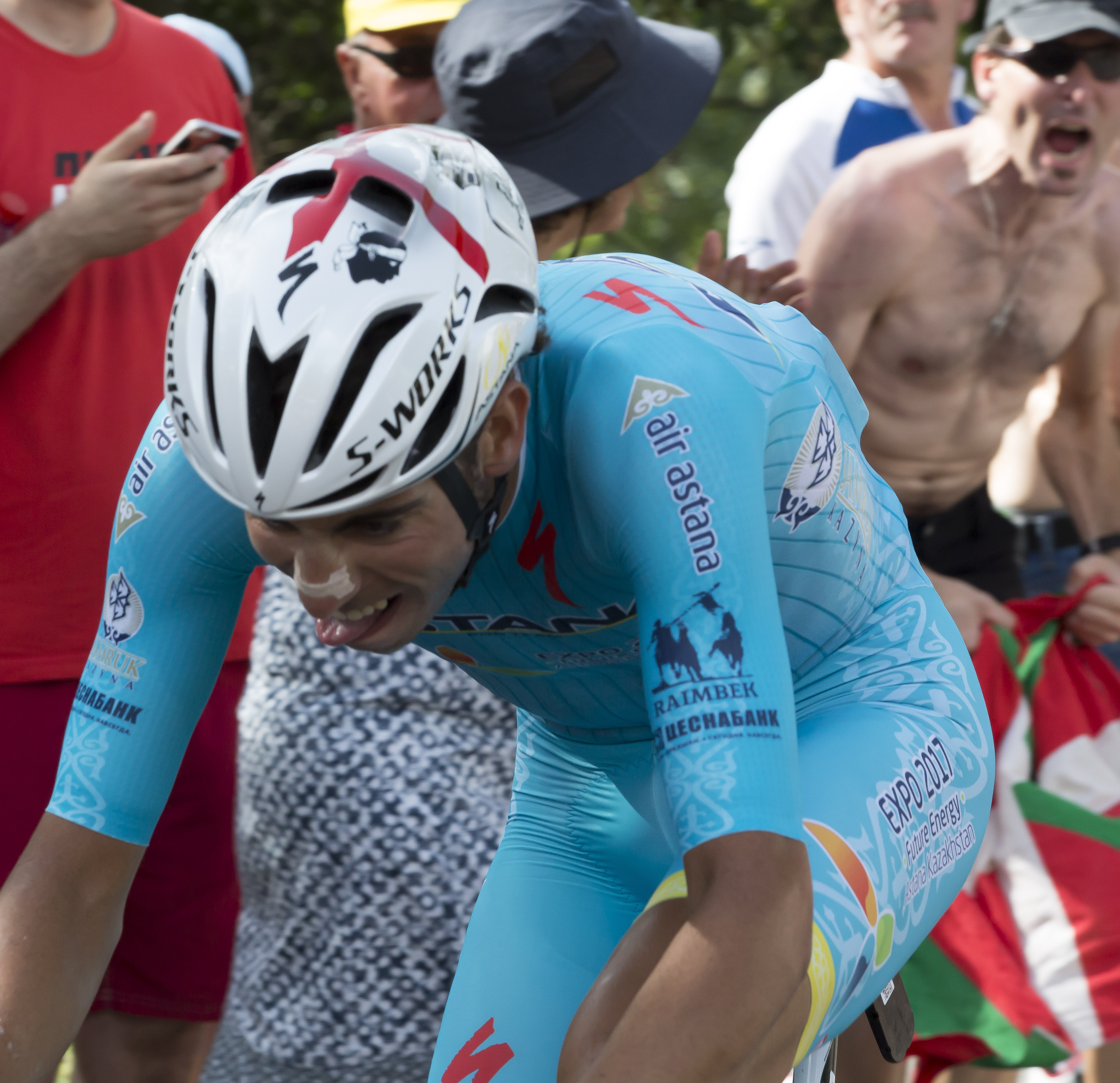
Fabio Aru al Tour de France 2016.

Nel febbraio 2016 Aru corre prima la Volta Valenciana, classificandosi sesto, e poi la Volta ao Algarve, in cui conclude nono. Tra marzo e aprile è quindi impegnato prima alla Volta Ciclista a Catalunya, alla Giro dei Paesi Baschi e all'Amstel Gold Race (in queste ultime due competizioni si ritira). Nel mese di giugno prende parte al Critérium du Dauphiné, vincendo la terza tappa a Tournon-sur-Rhône, ma chiude distante dai primi in classifica. In luglio fa il suo esordio al Tour de France, ma con risultati interlocutori. Durante le prime due settimane e mezzo di gara si piazza sesto nell'ottava tappa a Bagnères-de-Luchon, settimo nella cronometro di Megève e quindi sesto nella diciottesima frazione a Saint-Gervais Mont Blanc, risalendo fino alla sesta posizione in classifica; crolla però nell'ultima tappa di montagna, la Megève-Morzine, nella quale subisce un distacco di 13'20" dalla maglia gialla Froome, chiudendo tredicesimo della generale.
Dopo la Grande Boucle è selezionato dal c.t. Davide Cassani per i Giochi olimpici di Rio de Janeiro: in Brasile partecipa alla corsa in linea su strada, svoltasi il 6 agosto sui 237,5 km del circuito del Forte di Copacabana, chiudendo sesto, miglior italiano, a 22" dal vincitore Greg Van Avermaet. Viene poi convocato anche per i campionati europei di Plumelec, in cui conclude 23º. Tra fine settembre e inizio ottobre si piazza quindi quarto al Giro dell'Emilia, nono alla Tre Valli Varesine, sesto alla Milano-Torino e infine undicesimo al Giro di Lombardia, a 1'26" dal vincitore Esteban Chaves. Termina la stagione 60° nel Ranking UCI.

### 2017: il titolo italiano e il quinto posto al Tour

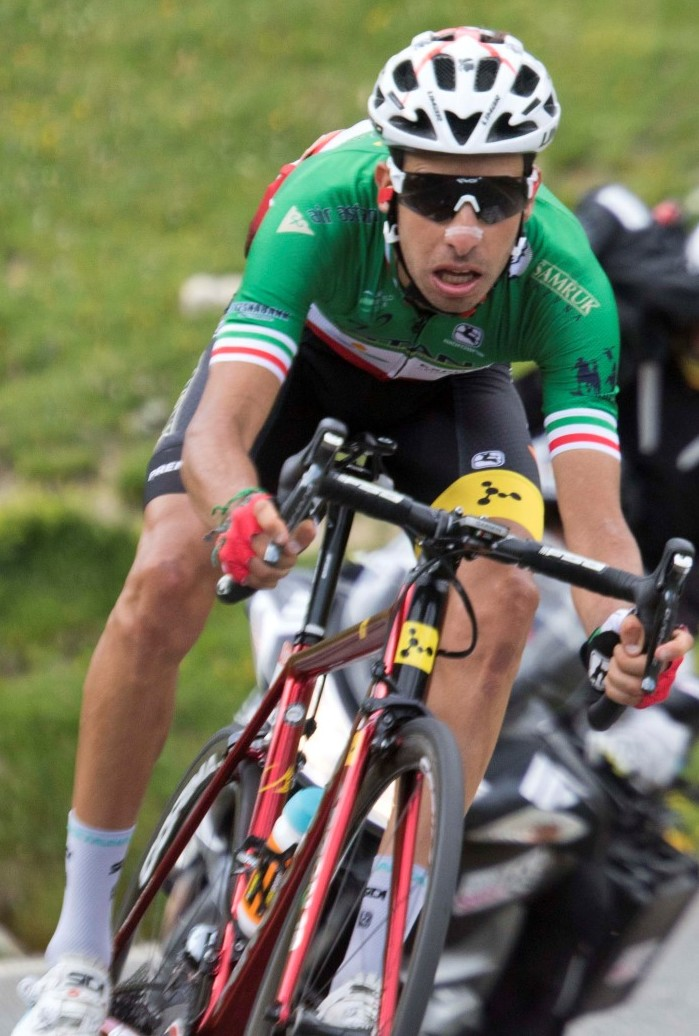
Aru al Tour de France 2017 con la maglia di campione italiano.

Nel 2017 debutta alla Tirreno-Adriatico sia con ambizioni di classifica sia per effettuare un test sulla sua condizione in vista dell'imminente Giro d'Italia. Tuttavia, sull'arrivo in salita del Terminillo, si piazza solo trentasettesimo a 4'06" dal vincitore Nairo Quintana. Il giorno successivo non prende il via. A causa di un infortunio al ginocchio è costretto a saltare il Giro d'Italia partente dalla sua Sardegna, suo grande obiettivo stagionale. Al suo posto la Astana Pro Team convoca Michele Scarponi: il ciclista morirà il 22 aprile investito da un furgone mentre si allenava nelle strade di Filottrano. Ripresosi dall'infortunio, Aru si ripresenta alle competizioni ufficiali a giugno, piazzandosi al quinto posto del Giro del Delfinato.
Il 25 giugno 2017 conquista il titolo di campione italiano, vincendo per distacco la prova in linea Gran Piemonte, da Asti a Ivrea.
Affronta il Tour de France, come capitano. Il 5 luglio 2017 vince la quinta tappa Vittel-La Planche des Belles Filles, portandosi in terza posizione dietro alla coppia britannica della Sky Froome e Thomas, questa risulterà l'ultima sua vittoria da professionista.
Nella nona tappa, la Nantua > Chambéry, attacca il britannico e si porta in seconda posizione in classifica. Nella 12ª tappa, con arrivo previsto dopo una ripida rampa finale, con punte del 20%, scatta, viene ripreso, si piazza terzo e conquista la maglia gialla di leader, che tuttavia cede, nuovamente a Froome due giorni dopo. Durante la 17ª tappa, paga 1' e 44" dal vincitore di giornata Primož Roglič, scivolando fuori dal podio. Perde qualche secondo anche nelle tappe successive, dimostrando di pagare la mancanza di esperienza al Tour. Tuttavia, alla fine del Tour, si piazza al quinto posto, a 3'05" dal vincitore Chris Froome.
Disputa poi la Vuelta a España quale capitano della sua squadra. Va però in crisi nel corso della ventesima tappa, l'ultima di montagna, che si conclude in cima all'Angliru, perdendo circa quindici minuti dal vincitore Alberto Contador e retrocedendo così al tredicesimo posto della classifica a oltre venti minuti da Chris Froome.
Nel finale di stagione disputa le classiche italiane piazzandosi terzo alla Milano-Torino e settimo al Giro di Lombardia, sua ultima corsa stagionale e in maglia Astana. Il 17 ottobre 2017 viene ufficializzato il passaggio alla UAE Emirates a partire dalla stagione 2018. La stagione per il sardo lo classifica al numero 32 del Ranking UCI.

### 2018-2020: il difficile triennio alla UAE Emirates

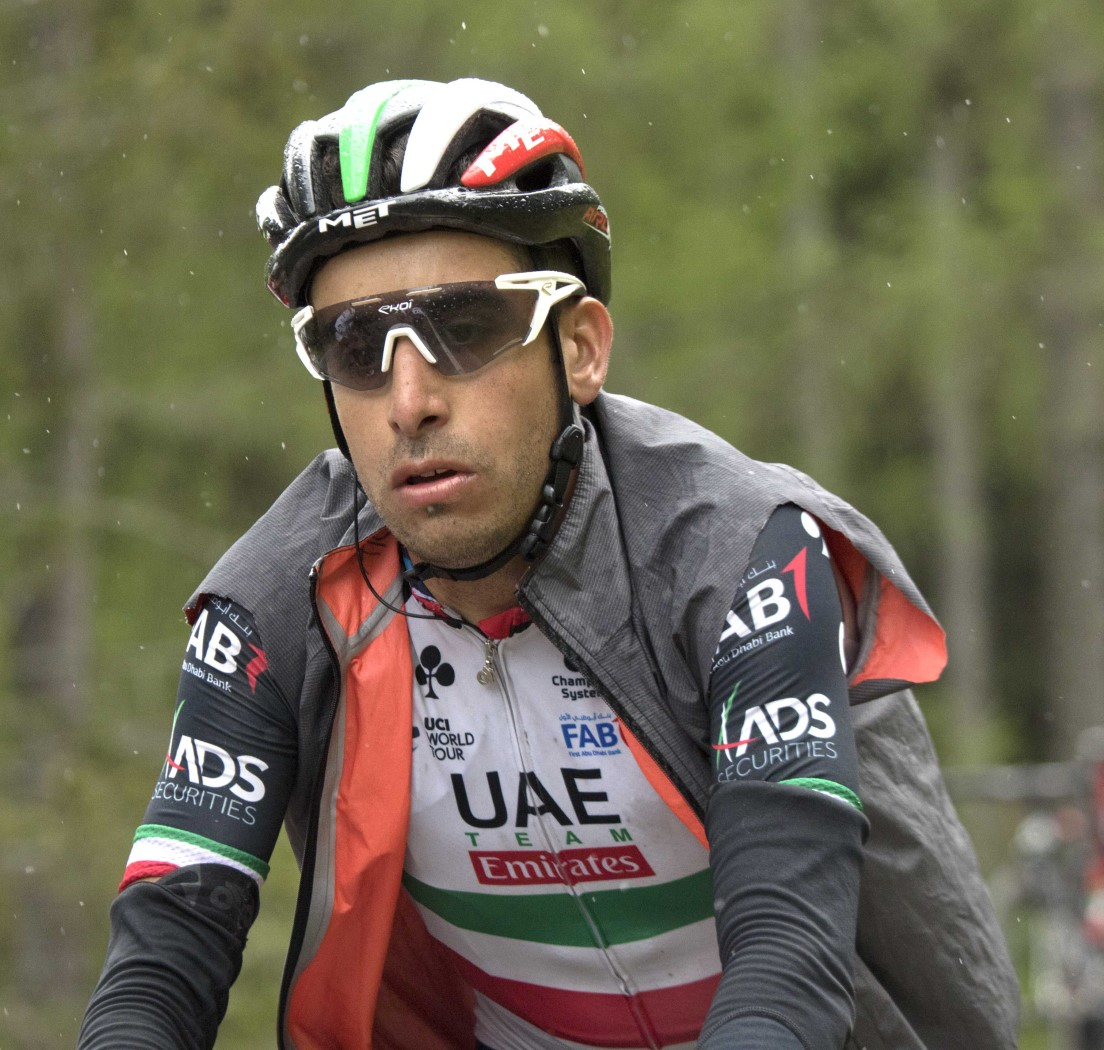
Aru al Giro d'Italia 2018

Nel 2018 prende parte alla 101ª edizione del Giro d'Italia con l'ambizione di lottare per la vittoria. Tuttavia il suo stato di forma non glielo permette tanto che si trova spesso in difficoltà nei finali delle tappe più impegnative. Dopo essere anche stato penalizzato dalla giuria nel corso della cronometro prevista per la sedicesima tappa poiché accusato di avere usufruito della scia di una moto, si ritira nel corso della diciannovesima frazione da Venaria Reale a Bardonecchia. Dopo un lungo periodo di assenza dalle gare rientra al Giro di Vallonia in vista della sua partecipazione alla Vuelta a España. Grazie alle buone prestazioni in salita conclude la breve corsa a tappe in decima posizione.
Dopo aver concluso al decimo posto anche il Tour de Pologne disputa la Vuelta puntando alla classifica generale. Spesso in difficoltà nelle tappe di montagna, accusa diversi minuti di ritardo nelle prime due settimane, solo sull'arrivo in salita di Les Praeres/Nava, alla quattordicesima frazione, si piazza al decimo posto. All'inizio della terza settimana, durante la diciassettesima e quart'ultima tappa tappa, cade in un tratto di discesa, imputando la causa alla sua bicicletta. Accusa al traguardo di Balcón de Bizkaia un distacco di una dozzina di minuti dai migliori della classifica, retrocedendo dal quindicesimo al diciottesimo posto della classifica generale. Chiude infine la corsa al ventitreesimo posto della generale.
Convocato dal CT Davide Cassani per il mondiale di Innsbruck, rinuncia al posto in nazionale a causa del suo non ottimale stato di forma.
A causa delle deludenti prestazioni sia della stagione precedente sia nell'inizio del 2019, si sottopone ad accertamenti medici nel mese di marzo, i quali evidenziarono una costrizione dell’arteria iliaca della gamba sinistra, la quale impediva un afflusso sanguigno adeguato durante il massimo sforzo limitandone il gesto tecnico. Si sottopone quindi ad un'operazione chirurgica il 5 aprile con l'obbiettivo di inserire uno stent nell'arteria.
Nonostante l'operazione, il ritorno alle competizioni (a posteriori giudicato da lui stesso prematuro) avviene già a giugno al Gran Premio Città di Lugano dove giunge 22º per poi proseguire il suo periodo di avvicinamento alla Grande Boucle sempre in Svizzera, correndo il Tour de Suisse, nel quale ottiene discreti risultati, sui quali spicca il decimo posto nella tappa con arrivo al Passo del San Gottardo. In luglio è ai nastri di partenza del Tour de France: non spicca in nessuna frazione, ma riesce a chiudere la manifestazione al 14º posto della classifica generale. A fine stagione si concentra sulla Vuelta a España con velleità di classifica: perde terreno sin dalla prima tappa, la cronosquadre di Torrevieja, ma il giorno seguente ottiene un piazzamento di rilievo nella frazione con arrivo a Calp, nella quale tiene il ritmo dei migliori; nella nona tappa, con arrivo a Cortals d'Encamp, perde oltre 30', andando definitivamente fuori classifica; si ritira 4 frazioni dopo, non prendendo il via della 13ª tappa, per problemi muscolari causati da un'infezione virale.
Il 2020 è condizionato dalla pandemia di COVID-19. A inizio stagione infatti si piazza dodicesimo al Tour Colombia, poi dopo la sospensione delle attività si concentra sul Tour de France piazzato eccezionalmente tra fine agosto e inizio settembre. Nelle gare di preparazione in Francia disputa un'ottima Mont Ventoux Dénivelé Challenges piazzandosi quinto a 1'38" dal vincitore russo Aleksandr Vlasov e un buon Tour de l'Ain. Tuttavia il primo campanello d'allarme arriva al Giro di Lombardia, dove si stacca e si ritira dopo 160 km. La settimana successiva decide di rinunciare al campionato italiano per focalizzarsi sul Tour. Alla Grand Boucle però, seppur coi gradi di co-capitano assieme a Tadej Pogačar (poi vincitore della generale), risulta non essere in forma ottimale: accumula un ritardo di 20 minuti nelle primissime tappe uscendo così dalla generale, prova comunque un attacco alla sesta tappa sull'inedita salita del Col de la Lusette venendo poi raggiunto dai migliori, ma crolla definitivamente nella nona tappa dopo 30 chilometri scortato solo dalla Voiture-balai prima di ritirarsi definitivamente. Il dirigente della squadra, Giuseppe Saronni, lo attacca pubblicamente in diretta televisiva, rinfacciandogli che non sarebbe dovuto andare al Tour; di fatto, dopo l'annuncio della non partecipazione alla Vuelta, la Pau-Laruns sarà l'ultima corsa di Aru con la maglia della UAE, concludendo così un triennio nero, a secco di vittorie, con gli emiratini.

### 2021: l'ultimo anno alla Qhubeka Assos

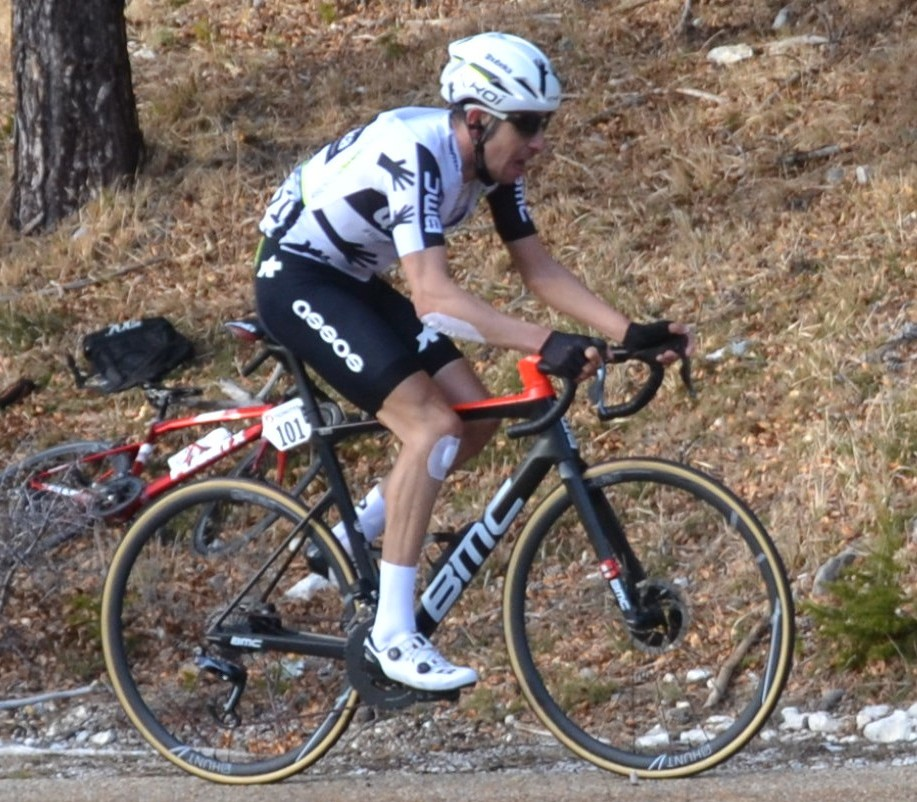
Aru nel 2021 con la maglia della Qhubeka Assos al Tour de la Provence

Terminato il contratto con il UAE Team Emirates, il 3 dicembre 2020 firma con il team sudafricano Qhubeka Assos, erede della NTT fondata e gestita dall'ex ciclista Douglas Ryder, rimanendo così nel circuito UCI World Tour e nella quale trova come compagni Giacomo Nizzolo e Domenico Pozzovivo.
Con il consenso della sua nuova squadra, tra dicembre e gennaio, dopo sei mesi dalla sua ultima gara su strada al Tour de France ritorna al suo primo amore prendendo parte a sei gare dei campionati italiani di ciclocross anche per «ritrovare il piacere di andare a correre in bicicletta», come da lui stesso affermato. Viene anche convocato al ritiro della nazionale italiana in vista del Mondiale 2021 a Ostenda, tuttavia lui stesso rinuncia alla rassegna iridata scegliendo di dare spazio a chi è più specialista e investe tutto l’anno nella disciplina.
La stagione 2021 su strada è basata sul Tour de France pertanto nella prima parte corre diverse corse a tappe transalpine come il Tour de la Provence, il Tour du Haut-Var e soprattutto la Parigi-Nizza non lasciando il segno e arrivando rispettivamente 18º, 27º e 16º in classifica generale. Analogamente corre in aprile l'Itzulia Basque Country, l'ex Giro dei Paesi Baschi ma si piazza 24º e partecipa in Belgio alla Freccia Vallone e alla Liegi-Bastogne-Liegi. Dopo un ritiro in altura, a giugno decide di prepararsi partecipando al Giro del Delfinato, ma in ben due tappe di alta montagna non tiene il passo dei favoriti uscendo di classifica e piazzandosi alla fine al 26º posto a 18 minuti dal vincitore Richie Porte. A fine mese, a una settimana dal Tour, partecipa al Campionato italiano a Imola, ma a metà gara si stacca e si ritira a causa di un malessere, costringendolo anche alla decisione di rinunciare alla Grand Boucle.
Torna in gara a inizio luglio al Sibiu Cycling Tour in Romania e nelle due tappe di montagna sulle quattro totali si piazza rispettivamente secondo e terzo; conclude secondo in classifica generale, dietro a Giovanni Aleotti. In agosto, partecipa alla Vuelta a Burgos, confermando il buon momento di forma, ottenendo il secondo posto nella classifica generale, alle spalle di Mikel Landa.
Tuttavia, nonostante i buoni risultati estivi, il 12 agosto 2021 attraverso i suoi canali social annuncia il suo ritiro dalla carriera professionistica al termine della Vuelta a España.
Il Grande Giro in terra iberica scattato il 14 agosto proprio da Burgos diventa quindi la sua ultima corsa da professionista. Alla 3ª tappa, primo arrivo in salita, ottiene un buon 13º posto arrivando a pochi secondi dal gruppetto dei big designati alla vittoria finale. Nei giorni successivi accumula qualche minuto di ritardo (5'13" dal poi vincitore Primož Roglič alla decima tappa) e all'undicesima tappa esce definitivamente di classifica anche a causa di problemi allo stomaco decidendo quindi di puntare ad una vittoria di tappa. Va quindi in fuga nella 15ª, dove resiste fino all'attacco poi risultato vincente di Rafał Majka, nella 18ª dove è tra i 32 fuggitivi della prima ora ripresi poi nel finale, e con il medesimo epilogo nella 19ª tappa vinta da Magnus Cort Nielsen. Il 5 settembre 2021, seppur senza vittorie di tappa, completa comunque la Vuelta e disputa l'ultima cronometro e corsa della sua carriera a Santiago di Compostela, terminando 51º nella classifica generale a 2h49'04" dal vincitore.

## Palmarès
- 2011 (Palazzago-Elledent-Rad Logistica)[13]

Bassano-Monte Grappa
4ª tappa Giro delle Valli Cuneesi (La Morra)
Classifica generale Giro delle Valli Cuneesi
6ª tappa Giro della Valle d'Aosta (Champdepraz, cronoscalata)
Classifica generale Giro della Valle d'Aosta
Trofeo Salvatore Morucci
Memorial Thomas Casarotto
- 2012 (Palazzago-Elledent-Rad Logistica)[16]

Classifica generale Toscana-Terra di ciclismo
3ª tappa Giro della Valle d'Aosta (Quincinetto > Tavagnasco)
Classifica generale Giro della Valle d'Aosta
- 2014 (Astana Pro Team, tre vittorie)

15ª tappa Giro d'Italia (Valdengo > Plan di Montecampione)
11ª tappa Vuelta a España (Pamplona > Santuario de San Miguel de Aralar)
18ª tappa Vuelta a España (A Estrada > Mont Castrove/Meis)
- 2015 (Astana Pro Team, tre vittorie)

19ª tappa Giro d'Italia (Gravellona Toce > Cervinia)
20ª tappa Giro d'Italia (Saint-Vincent > Sestriere)
Classifica generale Vuelta a España
- 2016 (Astana Pro Team, una vittoria)

3ª tappa Critérium du Dauphiné (Boën-sur-Lignon > Tournon-sur-Rhône)
- 2017 (Astana Pro Team, due vittorie)

Gran Piemonte (valevole come Campionati italiani, Prova in linea)
5ª tappa Tour de France (Vittel > La Planche des Belles Filles)

### Altri successi
- 2013 (Astana Pro Team)

Classifica giovani Giro del Trentino
- 2014 (Astana Pro Team)

Trofeo Bonacossa Giro d'Italia
- 2015 (Astana Pro Team)

Classifica giovani Giro d'Italia
Trofeo Vincenzo Torriani Giro d'Italia

## Piazzamenti

### Grandi Giri
- Giro d'Italia

2013: 42º
2014: 3º
2015: 2º
2018: ritirato (19ª tappa)
- Tour de France

2016: 13º
2017: 5º
2019: 14º
2020: ritirato (9ª tappa)
- Vuelta a España

2014: 5º
2015: vincitore
2017: 13º
2018: 23º
2019: non partito (13ª tappa)
2021: 51°

### Classiche monumento
- Liegi-Bastogne-Liegi

2021: 61º
- Giro di Lombardia

2012: ritirato
2013: ritirato
2014: 9º
2016: 11º
2017: 7º
2018: 54º
2020: ritirato

### Competizioni mondiali
- Campionati del mondo

Ponferrada 2014 - In linea Elite: 34º
- Giochi olimpici

Rio de Janeiro 2016 - In linea: 6º

### Competizioni europee
- Campionati europei

Plumelec 2016 - In linea Elite: 23º

## Riconoscimenti
- Prestigio Bicisport nel 2011[81]
- Memorial Gastone Nencini nel 2013
- Oscar TuttoBici nel 2015
- Gazzetta Sports Awards per la miglior performance dell'anno nel 2015